# Stříbrný potok (přítok Čisté)
Stříbrný potok je horský potok ve východních Krkonoších.

## Průběh toku
Neupravený pramen Stříbrného potoka se nachází nedaleko sedla mezi masívem Černé hory a vrchem nazývaným Slatinná stráň. Zmíněným sedlem prochází červeně značená trasa KČT 0407 z Lučin na Černou horu. Stříbrný potok teče zpočátku západním směrem, který se postupně mění na jihozápadní. Potok postupně vytváří hluboce zaříznuté údolí oddělující od sebe masívy Černé a Liščí hory. Po přibližně dvoukilometrové pouti se zleva vlévá do říčky Čisté. Celá délka toku se nachází na území Krkonošského národního parku.
Po celé délce teče Stříbrný potok zalesněným územím. Souběžně s ním vede vždy v nevelké vzdálenosti žlutě značená spojka zkracující v návaznosti na jiné turistické značky cestu z Velké Úpy do Černého Dolu. Potok nemá žádné významnější přítoky.

## Historický název
Díky vysídlení Němců z Československa po druhé světové válce a příchodu nových obyvatel došlo k určitému přesunu názvů toků v dané lokalitě. Podle historické mapy z roku 1937 nesl současný Stříbrný potok dříve německý název Bodenwies Graben korespondující s dobovým názvem nedalekých Lučin – Bodenwiesbauden. Říčka Čistá nad soutokem s dnešním Stříbrným potokem nesla název Rote Hübel Grund, pod soutokem pak Silber Bach – tedy Stříbrný potok.